# Kommunalwahlen in Italien 1996
Die Kommunalwahlen in Italien 1996 fanden am 9. Juni (1. Wahlgang) und 23. Juni (Stichwahl) sowie am 17. November (1. Wahlgang) und 1. Dezember (Stichwahl) statt.

## 1. Semester – Wahlergebnisse der Provinzhauptstädte

### Lodi
| Kandidaten                | Kandidaten                 | 2. Wahlgang | 2. Wahlgang | 1. Wahlgang | 1. Wahlgang | Listen                               | Stimmen | %    | Mandate |
| Kandidaten                | Kandidaten                 | Stimmen     | %           | Stimmen     | %           | Listen                               | Stimmen | %    | Mandate |
| ------------------------- | -------------------------- | ----------- | ----------- | ----------- | ----------- | ------------------------------------ | ------- | ---- | ------- |
|                           | Aurelio Ferrarigewählt     | 12.588      | 47,1        | 10.053      | 37,6        | Partito Democratico della Sinistra   | 4.317   | 19,2 | 14      |
| Partito Popolare Italiano | Aurelio Ferrarigewählt     | 12.588      | 47,1        | 10.053      | 37,6        | 2.699                                | 12,0    | 8    |         |
| Rinnovamento Italiano     | Aurelio Ferrarigewählt     | 12.588      | 47,1        | 10.053      | 37,6        | 554                                  | 2,5     | 1    |         |
| Socialisti Italiani       | Aurelio Ferrarigewählt     | 12.588      | 47,1        | 10.053      | 37,6        | 526                                  | 2,3     | 1    |         |
| ↳ Gesamt                  | Aurelio Ferrarigewählt     | 12.588      | 47,1        | 10.053      | 37,6        | 8.096                                | 36,0    | 24   |         |
|                           | Italo Minojetti            | 8.807       | 33,0        | 7.128       | 26,7        | Forza Italia                         | 4.176   | 18,6 | 5       |
| Alleanza Nazionale        | Italo Minojetti            | 8.807       | 33,0        | 7.128       | 26,7        | 1.404                                | 6,2     | 1    |         |
| CCD – CDU (A)             | Italo Minojetti            | 8.807       | 33,0        | 7.128       | 26,7        | 1.382                                | 6,2     | 1    |         |
| Mandate der Listengruppe  | Italo Minojetti            | 8.807       | 33,0        | 7.128       | 26,7        | –                                    | –       | 1    |         |
| ↳ Gesamt                  | Italo Minojetti            | 8.807       | 33,0        | 7.128       | 26,7        | 6.962                                | 31,0    | 8    |         |
|                           | Andrea Angelo Gibelli      |             |             | 4.306       | 16,1        | Lega Nord                            | 3.895   | 17,3 | 5       |
|                           | Ivo Antonio Batà           |             |             | 1.686       | 6,3         | Partito della Rifondazione Comunista | 1.556   | 6,9  | 2       |
|                           | Irenea Moiraghi Dellanoce  |             |             | 1.463       | 5,5         | (A)                                  | –       | –    | –       |
|                           | Giuliana Cominetti Ferrari |             |             | 1.216       | 4,6         | Alleanza per Lodi                    | 1.207   | 5,4  | 1       |
|                           | Chiara Ossola Pecoraro     |             |             | 606         | 2,3         | Lodi Europa                          | 544     | 2,4  | –       |
|                           | Gianmario Invernizzi       |             |             | 255         | 1,0         | Fiamma Tricolore                     | 211     | 0,9  | –       |
| Gesamt                    | Gesamt                     | 21.395      | 100         | 26.713      | 100         |                                      | 22.471  | 100  | 40      |
|                           |                            |             |             |             |             |                                      |         |      |         |
| Quelle: Innenministerium  |                            |             |             |             |             |                                      |         |      |         |

### Mantua
| Kandidaten                | Kandidaten                     | 2. Wahlgang | 2. Wahlgang | 1. Wahlgang | 1. Wahlgang | Listen                               | Stimmen | %    | Mandate |
| Kandidaten                | Kandidaten                     | Stimmen     | %           | Stimmen     | %           | Listen                               | Stimmen | %    | Mandate |
| ------------------------- | ------------------------------ | ----------- | ----------- | ----------- | ----------- | ------------------------------------ | ------- | ---- | ------- |
|                           | Gianfranco Burchiellarogewählt | 14.120      | 47,6        | 12.511      | 42,1        | Partito Democratico della Sinistra   | 6.225   | 25,6 | 15      |
| Partito Popolare Italiano | Gianfranco Burchiellarogewählt | 14.120      | 47,6        | 12.511      | 42,1        | 2.127                                | 8,8     | 5    |         |
| Civica                    | Gianfranco Burchiellarogewählt | 14.120      | 47,6        | 12.511      | 42,1        | 1.582                                | 6,5     | 4    |         |
| ↳ Gesamt                  | Gianfranco Burchiellarogewählt | 14.120      | 47,6        | 12.511      | 42,1        | 9.934                                | 40,9    | 24   |         |
|                           | Stefania Concordati            | 7.401       | 24,9        | 6.865       | 23,1        | Forza Italia – CCD – CDU             | 3.583   | 14,8 | 4       |
| Alleanza Nazionale        | Stefania Concordati            | 7.401       | 24,9        | 6.865       | 23,1        | 1.488                                | 6,1     | 2    |         |
| Mandate der Listengruppe  | Stefania Concordati            | 7.401       | 24,9        | 6.865       | 23,1        | –                                    | –       | 1    |         |
| ↳ Gesamt                  | Stefania Concordati            | 7.401       | 24,9        | 6.865       | 23,1        | 5.071                                | 20,9    | 7    |         |
|                           | Cataldo Giosuè                 |             |             | 4.303       | 14,5        | Lega Nord                            | 3.878   | 16,0 | 5       |
|                           | Claudio Balestrieri            |             |             | 2.031       | 6,8         | Partito della Rifondazione Comunista | 1.788   | 7,4  | 2       |
|                           | Maurizio Sali                  |             |             | 1.315       | 4,4         | Federazione dei Verdi                | 1.231   | 5,1  | 1       |
|                           | Roberto Vassalle               |             |             | 991         | 3,3         | SOS Mantova                          | 871     | 3,6  | 1       |
|                           | Luigi Lui                      |             |             | 752         | 2,5         | Rinnovamento Italiano                | 698     | 2,9  | –       |
|                           | Norberto Rossi                 |             |             | 653         | 2,2         | Socialisti per Mantova               | 564     | 2,3  | –       |
|                           | Claudio Bondioli Bettinelli    |             |             | 268         | 0,9         | Mantova Alternativa                  | 236     | 1,0  | –       |
| Gesamt                    | Gesamt                         | 21.521      | 100         | 29.689      | 100         |                                      | 24.271  | 100  | 40      |
|                           |                                |             |             |             |             |                                      |         |      |         |
| Quelle: Innenministerium  |                                |             |             |             |             |                                      |         |      |         |

### Pavia
| Kandidaten               | Kandidaten              | 2. Wahlgang | 2. Wahlgang | 1. Wahlgang | 1. Wahlgang | Listen                               | Stimmen | %    | Mandate |
| Kandidaten               | Kandidaten              | Stimmen     | %           | Stimmen     | %           | Listen                               | Stimmen | %    | Mandate |
| ------------------------ | ----------------------- | ----------- | ----------- | ----------- | ----------- | ------------------------------------ | ------- | ---- | ------- |
|                          | Andrea Albergatigewählt | 22.832      | 47,2        | 19.902      | 41,2        | Partito Democratico della Sinistra   | 11.094  | 27,1 | 17      |
| Alleanza per Pavia       | Andrea Albergatigewählt | 22.832      | 47,2        | 19.902      | 41,2        | 3.586                                | 8,8     | 5    |         |
| Federazione dei Verdi    | Andrea Albergatigewählt | 22.832      | 47,2        | 19.902      | 41,2        | 1.247                                | 3,1     | 2    |         |
| ↳ Gesamt                 | Andrea Albergatigewählt | 22.832      | 47,2        | 19.902      | 41,2        | 15.927                               | 39,0    | 24   |         |
|                          | Giuseppe Rossetti       | 14.762      | 30,5        | 17.318      | 35,8        | Forza Italia                         | 10.365  | 25,4 | 7       |
| Alleanza Nazionale       | Giuseppe Rossetti       | 14.762      | 30,5        | 17.318      | 35,8        | 4.268                                | 10,4    | 2    |         |
| Mandate der Listengruppe | Giuseppe Rossetti       | 14.762      | 30,5        | 17.318      | 35,8        | –                                    | –       | 1    |         |
| ↳ Gesamt                 | Giuseppe Rossetti       | 14.762      | 30,5        | 17.318      | 35,8        | 14.633                               | 35,8    | 10   |         |
|                          | Maurilio Frigerio       |             |             | 7.396       | 15,3        | Lega Nord                            | 6.912   | 16,9 | 4       |
|                          | Adolfo Giovanni Fantoni |             |             | 3.730       | 7,7         | Partito della Rifondazione Comunista | 3.398   | 8,3  | 2       |
| Gesamt                   | Gesamt                  | 37.594      | 100         | 48.346      | 100         |                                      | 40.870  | 100  | 40      |
|                          |                         |             |             |             |             |                                      |         |      |         |
| Quelle: Innenministerium |                         |             |             |             |             |                                      |         |      |         |

### Brindisi
|                               | Lorenzo Maggigewählt  |        |      | 26.186 | 50,3   | Forza Italia                         | 9.432 | 19,9 | 10 |
| Alleanza Nazionale            | Lorenzo Maggigewählt  | 6.543  | 13,8 | 26.186 | 50,3   | 6                                    |       |      |    |
| Cristiani Democratici Uniti   | Lorenzo Maggigewählt  | 5.079  | 10,7 | 26.186 | 50,3   | 5                                    |       |      |    |
| Centro Cristiano Democratico  | Lorenzo Maggigewählt  | 2.520  | 5,3  | 26.186 | 50,3   | 2                                    |       |      |    |
| Civica                        | Lorenzo Maggigewählt  | 1.050  | 2,2  | 26.186 | 50,3   | 1                                    |       |      |    |
| ↳ Gesamt                      | Lorenzo Maggigewählt  | 24.624 | 51,9 | 26.186 | 50,3   | 24                                   |       |      |    |
|                               | Cosimo Ennio Masiello |        |      | 21.487 | 41,3   | Partito Democratico della Sinistra   | 8.110 | 17,1 | 6  |
| Partito Popolare Italiano     | Cosimo Ennio Masiello | 5.200  | 11,0 | 21.487 | 41,3   | 4                                    |       |      |    |
| Federazione Laburista         | Cosimo Ennio Masiello | 2.127  | 4,5  | 21.487 | 41,3   | 1                                    |       |      |    |
| Unione Democratica            | Cosimo Ennio Masiello | 1.906  | 4,0  | 21.487 | 41,3   | 1                                    |       |      |    |
| Partito Repubblicano Italiano | Cosimo Ennio Masiello | 1.627  | 3,4  | 21.487 | 41,3   | 1                                    |       |      |    |
| Mandate der Listengruppe      | Cosimo Ennio Masiello | –      | –    | 21.487 | 41,3   | 1                                    |       |      |    |
| ↳ Gesamt                      | Cosimo Ennio Masiello | 18.970 | 40,0 | 21.487 | 41,3   | 14                                   |       |      |    |
|                               | Nicola Cesaria        |        |      | 2.980  | 5,7    | Partito della Rifondazione Comunista | 2.541 | 5,4  | 2  |
|                               | Gino Vecchio          |        |      | 846    | 1,6    | Cristiano Sociali                    | 815   | 1,7  | –  |
|                               | Eugenio Di Bello      |        |      | 556    | 1,1    | Fiamma Tricolore                     | 529   | 1,1  | –  |
| Gesamt                        | Gesamt                | 52.055 | 100  |        | 47.479 | 100                                  | 40    |      |    |
|                               |                       |        |      |        |        |                                      |       |      |    |
| Quelle: Innenministerium      |                       |        |      |        |        |                                      |       |      |    |

### Tarent
| Kandidaten                           | Kandidaten              | 2. Wahlgang | 2. Wahlgang | 1. Wahlgang | 1. Wahlgang | Listen                             | Stimmen | %    | Mandate |
| Kandidaten                           | Kandidaten              | Stimmen     | %           | Stimmen     | %           | Listen                             | Stimmen | %    | Mandate |
| ------------------------------------ | ----------------------- | ----------- | ----------- | ----------- | ----------- | ---------------------------------- | ------- | ---- | ------- |
|                                      | Gaetano De Cosmogewählt | 60.804      | 47,9        | 62.947      | 49,6        | Lega d’Azione Meridionale          | 33.731  | 30,2 | 15      |
| Forza Italia                         | Gaetano De Cosmogewählt | 60.804      | 47,9        | 62.947      | 49,6        | 9.132                              | 8,2     | 4    |         |
| Alleanza Nazionale                   | Gaetano De Cosmogewählt | 60.804      | 47,9        | 62.947      | 49,6        | 6.400                              | 5,7     | 2    |         |
| Centro Cristiano Democratico         | Gaetano De Cosmogewählt | 60.804      | 47,9        | 62.947      | 49,6        | 6.364                              | 5,7     | 2    |         |
| Forza Taranto                        | Gaetano De Cosmogewählt | 60.804      | 47,9        | 62.947      | 49,6        | 2.394                              | 2,1     | 1    |         |
| Ambiente Club                        | Gaetano De Cosmogewählt | 60.804      | 47,9        | 62.947      | 49,6        | 1.156                              | 1,0     | –    |         |
| ↳ Gesamt                             | Gaetano De Cosmogewählt | 60.804      | 47,9        | 62.947      | 49,6        | 59.177                             | 53,0    | 24   |         |
|                                      | Ippazio Stefano         | 50.096      | 39,5        | 58.125      | 45,8        | Partito Democratico della Sinistra | 21.065  | 18,9 | 8       |
| Partito Popolare Italiano            | Ippazio Stefano         | 50.096      | 39,5        | 58.125      | 45,8        | 6.270                              | 5,6     | 2    |         |
| Taranto Domani                       | Ippazio Stefano         | 50.096      | 39,5        | 58.125      | 45,8        | 4.786                              | 4,3     | 1    |         |
| Partito della Rifondazione Comunista | Ippazio Stefano         | 50.096      | 39,5        | 58.125      | 45,8        | 3.994                              | 3,6     | 1    |         |
| Rinnovamento Taranto                 | Ippazio Stefano         | 50.096      | 39,5        | 58.125      | 45,8        | 3.360                              | 3,0     | 1    |         |
| Taranto Solidale                     | Ippazio Stefano         | 50.096      | 39,5        | 58.125      | 45,8        | 3.133                              | 2,8     | 1    |         |
| Comunisti Unitari                    | Ippazio Stefano         | 50.096      | 39,5        | 58.125      | 45,8        | 1.730                              | 1,5     | –    |         |
| Federazione dei Verdi                | Ippazio Stefano         | 50.096      | 39,5        | 58.125      | 45,8        | 1.722                              | 1,5     | –    |         |
| Mandate der Listengruppe             | Ippazio Stefano         | 50.096      | 39,5        | 58.125      | 45,8        | –                                  | –       | 1    |         |
| ↳ Gesamt                             | Ippazio Stefano         | 50.096      | 39,5        | 58.125      | 45,8        | 46.060                             | 41,3    | 15   |         |
|                                      | Nicola Tagliente        |             |             | 3.389       | 2,7         | Cristiani Democratici Uniti        | 3.678   | 3,3  | 1       |
|                                      | Leonardo Corvace        |             |             | 780         | 0,6         | Rinascita Jonica                   | 911     | 0,8  | –       |
|                                      | Massimo Ravelli         |             |             | 535         | 0,4         | Fiamma Tricolore                   | 536     | 0,5  | –       |
|                                      | Annamaria Gentile       |             |             | 517         | 0,4         | Civica                             | 565     | 0,5  | –       |
|                                      | Camillo Dell’Anno       |             |             | 466         | 0,4         | Mani Pulite                        | 527     | 0,5  | –       |
|                                      | Giuseppe Quaranta       |             |             | 217         | 0,2         | Lista Quaranta                     | 184     | 0,2  | –       |
| Gesamt                               | Gesamt                  | 110.900     | 100         | 126.976     | 100         |                                    | 111.638 | 100  | 40      |
|                                      |                         |             |             |             |             |                                    |         |      |         |
| Quelle: Innenministerium             |                         |             |             |             |             |                                    |         |      |         |

## 2. Semester – Wahlergebnisse der Provinzhauptstädte

### Benevento
| Kandidaten                         | Kandidaten               | 2. Wahlgang | 2. Wahlgang | 1. Wahlgang | 1. Wahlgang | Listen                                        | Stimmen | %    | Mandate |
| Kandidaten                         | Kandidaten               | Stimmen     | %           | Stimmen     | %           | Listen                                        | Stimmen | %    | Mandate |
| ---------------------------------- | ------------------------ | ----------- | ----------- | ----------- | ----------- | --------------------------------------------- | ------- | ---- | ------- |
|                                    | Pasquale Viespoligewählt | 21.588      | 50,2        | 14.025      | 32,6        | Alleanza Nazionale                            | 7.520   | 18,2 | 12      |
| Forza Italia (A)                   | Pasquale Viespoligewählt | 21.588      | 50,2        | 14.025      | 32,6        | 4.295                                         | 10,4    | 6    |         |
| Cristiani Democratici Uniti (B)    | Pasquale Viespoligewählt | 21.588      | 50,2        | 14.025      | 32,6        | 3.073                                         | 7,4     | 5    |         |
| ↳ Gesamt                           | Pasquale Viespoligewählt | 21.588      | 50,2        | 14.025      | 32,6        | 14.888                                        | 36,0    | 23   |         |
|                                    | Luigi Diego Perifano     | 15.842      | 36,8        | 14.771      | 34,3        | Partito Democratico della Sinistra            | 4.877   | 11,8 | 3       |
| Socialisti – Democratici – Verdi   | Luigi Diego Perifano     | 15.842      | 36,8        | 14.771      | 34,3        | 4.329                                         | 10,5    | 3    |         |
| Rinnovamento Italiano – PSDI – PRI | Luigi Diego Perifano     | 15.842      | 36,8        | 14.771      | 34,3        | 4.198                                         | 10,2    | 3    |         |
| Partito Popolare Italiano          | Luigi Diego Perifano     | 15.842      | 36,8        | 14.771      | 34,3        | 4.052                                         | 9,8     | 2    |         |
| Mandate der Listengruppe           | Luigi Diego Perifano     | 15.842      | 36,8        | 14.771      | 34,3        | –                                             | –       | 1    |         |
| ↳ Gesamt                           | Luigi Diego Perifano     | 15.842      | 36,8        | 14.771      | 34,3        | 17.456                                        | 42,3    | 12   |         |
|                                    | Bruno Camilleri          |             |             | 11.635      | 27,0        | (A) – (B)                                     | –       | –    | 1       |
| Centro Cristiano Democratico       | Bruno Camilleri          | 6.909       | 16,7        | 11.635      | 27,0        | 4                                             |         |      |         |
| ↳ Gesamt                           | Bruno Camilleri          | 6.909       | 16,7        | 11.635      | 27,0        | 5                                             |         |      |         |
|                                    | Fernando Goglia          |             |             | 2.121       | 4,9         | Partito della Rifondazione Comunista – Civica | 1.420   | 3,4  | –       |
|                                    | Umberto Perrotta         |             |             | 486         | 1,1         | Lega d’Azione Meridionale                     | 629     | 1,5  | –       |
| Gesamt                             | Gesamt                   | 37.430      | 100         | 43.038      | 100         |                                               | 41.302  | 100  | 40      |
|                                    |                          |             |             |             |             |                                               |         |      |         |
| Quelle: Innenministerium           |                          |             |             |             |             |                                               |         |      |         |